# Węgorzyce
Węgorzyce (do 1945 Wangeritz) – osada sołecka w Polsce położona w województwie zachodniopomorskim, w powiecie goleniowskim, w gminie Osina, nad rzeczką Leśnicą, dopływem Pileszy z dorzecza Gowienicy, na Równinie Nowogardzkiej, wśród pól i lasów sosnowych i mieszanych, ok. 2 km na wschód od Osiny.
W latach 1975–1998 miejscowość położona była w województwie szczecińskim.

## Historia
Od czasów średniowiecza osada była podzielona na trzy części. Jedną z nich stanowiło lenno rycerskie zasiedlone w latach 70. XIV wieu jeńcami węgierskimi (po wojnie z Ludwikiem Węgierskim. Druga część była to wieś chłopska, zaś trzecia stanowiła własność Kościoła. Do XV wieku wieś rycerska była podzielona pomiędzy rodziny: von Eberstein, von Knuthen i von Leutzen. W 1455 ród von Leutzen sprzedał majątek Henningowi von Mildenitz, pochodzącemu ze wsi Rybokarty. Pozostałe dwa rody władają majątkami w Węgorzycach do XVII wieku. W 1655 cała wieś zostaje przejęta przez von Midenitzów na drodze kupna i dziedziczenia. Jednak już cztery lata później całą wieś przejmuje rodzina von Edling. W XVIII wieku, za czasów panowania rodu von Lettow powstaje tutaj folwark o powierzchni gruntów liczącej sobie ponad 600 ha. W XIX wieku wieś podzielono na część folwarczną i chłopską. W 1843 zamieszkiwało tutaj ok. 260 osób. Znajdował się tutaj folwark, dwór i kościół. Ostatnią właścicielką wsi przed II wojną światową była Agnes von Lettow-Vorbeck. W 1945 wieś zajęły wojska polskie. Folwark został przejęty przez Państwowe Gospodarstwo Rolne. Zburzono pałac, zaś kościół popadł w ruinę.

## Zabudowa
Obecna zabudowa wsi pochodzi w większości z czasów polskich. Są to głównie bloki mieszkalne stawiane dla pracowników PGR-ów. We wsi znajduje się również kilka niedokończonych bloków mieszkalnych w stanie surowym. Część starszych budynków mieszkalnych i gospodarczych pochodzi z czasów niemieckich. Są to jednak domy murowane bez większych wartości kulturowych. Najważniejszym zabytkiem jest późnogotycki kościół z końca XV wieku. Jest to budynek z kamienia polnego i głazów narzutowych, uzupełniany cegłą. W 1604 roku został przebudowany, zaś podczas zdobywania Pomorza Zachodniego przez wojska polskie i radzieckie w 1945 zniszczony. W roku 2012 staraniem mieszkańców rozpoczęto odbudowę kościoła, którą ukończono w 2013 roku. Pieniądze na odbudowę kościoła pochodziły z datków mieszkańców, wsparcia finansowego Gminy Osina oraz kwoty przekazanej przez wnuka byłych właścicieli Węgorzyc Alberta Bismarcka. Jest to prosty kościół salowy, zbudowany na planie prostokąta.
Na terenie przy dawnym pałacu znajduje się również park krajobrazowy w stylu angielskim. Został on założony na przełomie XVIII i XIX wieku. Znajduje się tam kilka pomnikowych drzew. We wsi znajduje się boisko piłkarskie, przystanek PKS i sklep spożywczy. Okoliczne lasy to tereny dla turystów pieszych i rowerowych, jeziora i stawy zaś, dla wędkarzy. Osada rolniczo-przemysłowa. Węgorzyce łączą się drogami asfaltowymi z Osiną i Redłem.